# Dragon Ball Z: Budokai (видео-игра)
Dragon Ball Z: Budokai, објављена као Dragon Ball Z (ドラゴンボールZ Doragon Bōru Zetto) у Јапану, је борбена видео игра коју је развио Dimps за Плејстејшн 2 издање 2002. и Nintendo GameCube издање 2002. године. Прва игра у серији Dragon Ball Z: Budokai, заснована је на јапанској аниме серији Змајева кугла З, делу манга франшизе Змајева кугла. У Јапану ју је објавио Bandai, а у Северној Америци Infogrames, Inc., и била је прва конзолна видео игра Змајеве Кугле у пет година од Dragon Ball GT: Final Bout (1997).

## Прича
Радња је адаптација прва три дела Змајеве кугле З са причом "Шта ако" за сваки лук.
У Вегетиној „Шта ако“причи, Vegeta: Saiyan Prince, Вегета и Гоку имају дуел, а Вегета га побеђује уз минималан напор. Појављују се Крилин и Гохан, а Вегета их побеђује одвојено. После битке, Вегета говори сам са собом док му се Џајроби пришуњава иза леђа. Вегета чује Џајробија и импресионирана Џајробијевом храброшћу, нуди му да постане његов следећи ученик. Џајроби одбија, наводећи да не жели да заврши као Напа. Бесан што га подсећају на Напину смрт, Вегета вришти од беса и постаје Супер Сајонац.
У Фризиној „Шта ако“ причи, Rampaging Frieza, Фриза успешно побеђује Гокуа, Пикола, Вегету, Крилина и Гохана у борби. Он успева да пожели бесмртност са Змајевим куглама. Након што је разнео Намек, Фриза се враћа у свој свемирски брод, одлучујући да следеће уништи Земљу.
У Селовој „Шта ако“ причи, A Cold-Blooded Assassin, Сел покушава да апсорбује Андроида 17 и Андроида 18 и успешно побеђује Андроида 16 у борби. Он апсорбује Андроида 17, али док покушава да апсорбује Андроида 18, Крилин скаче на путу, због чега Сел случајно апсорбује Крилина. Као резултат тога, он се смањује на Крилинову величину, добија сличне боје као Крилинова одећа и губи много моћи. Јамача и Тен Шин Хан се појављују да изазову ослабљену Села. Једва успева да победи Јамачу, али га напада Тен Шин Ханов Tri-Beam напад. Прави Сел се буди усред арене Селових игара, схватајући да је то ноћна мора и говорећи да је десет дана предуго за чекање.

## Играње
Budokai укључује различите режиме игре: Режим приче, Дуел, Вежбање, Светски турнир и Легенда о Херкулу.  Прича се састоји од 3Д сцена које напредују кроз главну радњу, укључујући гласовне снимке из ТВ анимеа. Подељено на неколико поглавља, идеја је да се реконструише неколико истакнутих момената из серије Змајеве Кугле. Покрива три лука приче: Сајонске саге, Андроид саге и Саге Селових игара, и играч може да откључа капсуле или друге ликове за употребу.  У зависности од тога која се епизода игра, ликови за игру су Гоку, Гохан, Пиколо и Вегета. На крају сваког лука приче налазе се додатне епизоде „Шта ако“, а једна игра као главни негативац тог лука приче; Вегета, Фриза и Сел.
Светски турнир представља низ битака у турниру заснованом на дрвету између осам до двадесет такмичара. Постоје три варијације тежине (Нови играч, Вешт и Напредно), и свака од њих мора бити завршена прва да би се откључала следећа подешавања. Дуел омогућава играчима да се боре без ограничења и две верзије сваког карактера. 
Победом у биткама, играчи могу освојити награде које се користе за изградњу постојећег карактера. Сваки од њих се може опционо прилагодити коришћењем траке за вештине са 7 слотова; играчи могу изабрати до седам вештина и доделити их лику. Неке вештине могу заузети више места. Ове вештине се могу користити у режиму „Светски турнир“ и режиму играч против играча. Вештине се могу купити од господина Попоа уз новчану награду из режима Светског турнира.
Поред удараца, шута и гарда, дугме "ки" може да лансира мање лопте све док има довољно енергије. Ако се повеже са крајем комбинације, извршиће се посебан потез.  Постоје три врсте вештина: Специјални покрети, који укључују вештине као што су Камехамеха талас и способност да постанете Супер Сајонац; Физички, који укључује такве вештине као што је Занку песница; и опрема, који пружају појачања као што је повећана одбрана. Такође се могу купити Змајеве кугле, а када их играч сакупи све, Улонг се појављује и призива Шенрона, дајући играчу избор између три Breakthrough капсуле; они омогућавају играчу да користи све потезе и способности лика одједном.
Списак игре се састоји од 23 лика за игру.  Према гласовним датотекама игре, Кјуи је такође требало да буде лик за игру, али је укинут и замењен Великим Сајаменом, јединим ликом из Маџин Бу саге у игри.

## Пријем
Први Budokai је добио „мешовите или просечне“ рецензије на обе платформе према веб локацији за прикупљање рецензија Метакритик.   Entertainment Weekly дао је Плејстејшн 2 верзији оцену Ц и рекао да њени ликови, „иако им недостају уметнички детаљи, и даље вичу, гунђају и крећу се скоро исто као и њихове колеге на емитовању“. 
У Јапану, Dragon Ball Z је продат у 648.000 примерака, укључујући 570.000 за Плејстејшн 2 и 78.000 за GameCube.  У Сједињеним Државама, Плејстејшн 2 верзија Budokai-ја продата је у 2,04 милиона примерака и зарадила 69,000,000 долара (еквивалентно 120,63 долара године 2024) до 2007.   Next Generation ју је рангирала као 17. најпродавану игру лансирану за Плејстејшн 2, Xbox или GameCube између јануара 2000. и јула 2006. у тој земљи.  Игра је продата у укупно 2.688 милиона примерака у Јапану и Сједињеним Државама.